# なんばクリエイターファクトリー

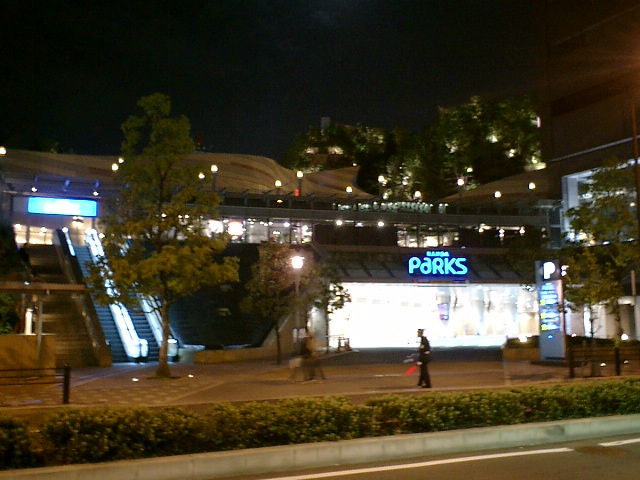
かつて「なんばクリエイターファクトリー」があったなんばパークス。

なんばクリエイターファクトリー（略称：NCF）は、南海電気鉄道と吉本興業が共同で設立したクリエイターの養成塾。

## 沿革
2000年4月に大阪府大阪市の難波で講義を開始。学長は吉本興業の竹中功。NCF開設は大阪球場跡地の開発に着手する南海電鉄に吉本が持ちかけたもので、劇場や多目的ホールを運営する「なんば文化工房」を開設、そこで活動する人材をNCFで育成する構想であった。オフィスビルを建て、テナントを募る、という従来型の開発には限界があるとの判断によるもので、新施設の核として位置付けられていた。
ビジュアルデザイン、ライター、映像、イベントプロデュースの4つのコースが設けられた。顧問には宝塚造形芸術大学教授の大村皓一、部門長には映画監督の井筒和幸、デザイナーの板倉忠則らを迎えた。特に映画コースには力を注いでいて、講師の井筒は受講生を映画界に送り込むなどパイプライン役もこなした。受講生の中には現在、映画プロデューサー、監督、助監督、制作として現場で活躍する者もいる。
2001年には再開発事業第一期の中核テナントとなる予定であったユザワヤ商事が出店を撤回、NCFを中心とした文化事業への期待が高まった。
2003年にはなんばパークスに移転、この「なんばパークス」という名称もNCFの講師と受講生が考えた名称で、ロゴの作成にも受講生が加わった。なんばパークスの開発には「街とともに成長する人々を育成する」というコンセプトがあり、この理念を実現する試みの一つとして、「なんばクリエーターファクトリー」は位置づけられていた。
2005年には吉本の現場から講師を招いた「エンタテインメントビジネスコース」や、ファッションビジネスを対象とした「広報・プレス入門コース」など、クリエイターの成果をビジネスにつなげる技術を育成するコースも設けた。しかし、受講生の減少などから2006年に閉鎖した。

## 主な卒業生
- 吉田康弘（1期生）
- 滝本憲吾（1期生）
- 阪本武仁（2期生）